# 趙昂 (成化進士)
趙昂（？—？），字天鳳，江西南昌府南昌縣南山村人，民籍，明朝政治人物。

## 生平
成化四年（1468年）戊子科江西鄉試第四十八名舉人，十四年（1478年）中式戊戌科會試第三百二十四名，二甲第九十三名進士。

## 家族
曾祖趙元吉；祖父趙仲仁；父趙恭，義官。弟趙文。